# Akoeman
Akoeman es una comuna camerunesa perteneciente al departamento de Nyong-et-So'o de la región del Centro.
En 2005 tiene 5397 habitantes, de los que 2770 viven en la capital comunal homónima.
Se ubica unos 60 km al sur de la capital nacional Yaundé.

## Localidades
Comprende, además de la ciudad de Akoeman, las siguientes localidades:
- Manengombo
- Ngon
- Ngoumbou
- Nkolakoa
- Nkolmeyos
- Nyep
- Sep I
- Sep II